# Jadwiga Dymała
Jadwiga Dymała (ur. 25 lutego 1934 w Podolinie, zm. 31 maja 2007 w Prudniku) – polska młynarz, poseł na Sejm PRL VI i VII kadencji.

## Życiorys
Uzyskała wykształcenie zasadnicze zawodowe, w 1962 otrzymała dyplom mistrza w zawodzie młynarza. Od 1969 była przewodniczącą Rolniczej Spółdzielni Produkcyjnej w Jasionie.
W 1959 wstąpiła do Zjednoczonego Stronnictwa Ludowego, była członkinią Wojewódzkiego Komitetu tej partii. Zasiadała też w Krajowej Radzie Centralnego Związku Rolniczych Spółdzielni Produkcyjnych i Centralnego Związku Spółdzielni Oszczędnościowo-Pożyczkowych. Była także radną Gromadzkiej Rady Narodowej. W 1972 i 1976 uzyskiwała mandat posła na Sejm PRL w okręgach odpowiednio Nysa i Kędzierzyn-Koźle. Zasiadała przez dwie kadencje w Komisji Spraw Zagranicznych, w trakcie VII kadencji ponadto w Komisji Przemysłu Lekkiego.

## Odznaczenia
- Srebrny Krzyż Zasługi (1971)
- Medal 30-lecia Polski Ludowej
- Medal „Za zasługi dla ruchu ludowego” (1984)[1]